# غلستانة (أرومية)
غلستانة (بالكردية: ھۆلستانە) هي إحدى القرى التابعة لـمرغور في ريف قسم سيلوانه من مقاطعة أرومية، في محافظة أذربیجان الغربیة الإيرانية.

## السكان
حسب إحصاءات سنة 2006، بلغ إجمالي السكان في هولستانه 555 نسمة وعدد المساكن 81 مسكن. لغة سكان هولستانه هي اللغة الكردية و هم من أهل السنة والجماعة والمذهب الشافعي.